# 约瑟夫·斯蒂格利茨
约瑟夫·尤金·斯蒂格利茨（英語：Joseph Eugene Stiglitz，1943年2月9日—），是美国经济学家、公共政策分析師和哥伦比亚大学教授。他是2001年諾貝爾經濟學獎及1979年約翰·貝茲·克拉克獎的得主。他是世界銀行前高級副總裁兼首席經濟學家，也是美國總統經濟顧問委員會前成員和主席。他在資訊經濟學等領域上作出了重大貢獻，是新興凱因斯經濟學派的重要成員之一，以支持乔治主义公共財政理論而聞名。他對全球化現象、鼓吹實施自由放任主義經濟政策的學者， 以及國際貨幣基金組織和世界銀行等國際機構都持批評性觀點。

## 生平
斯蒂格利茨出生於美國印第安那州加里，1965年毕业于阿默斯特學院，1965年至1966年間在芝加哥大學跟隨宇澤弘文學習數理經濟學，24歲跳級獲得麻省理工學院博士，之後前往在剑桥大学从事研究工作，26歲被耶鲁大学聘为经济学正教授。
斯蒂格利茨于1979年获得約翰·貝茨·克拉克獎，2001年获得诺贝尔经济学奖。斯蒂格利茨曾担任世界银行資深副總裁與首席經濟師，提出经济全球化的許多观点。他还曾经在国际货币基金组织任职。2011至2014年是国际经济协会主席。

## 經濟學觀點
2002年，斯蒂格利茨著书力斥华盛顿共识之非：“美国要求中国实施金融市场自由化，不会促进全球经济稳定；它只会促进美国金融利益集团的狭隘利益，美国财政部就是这个利益集团最坚定的代言人。华尔街巨头们坚信：中国意味着巨大的金融市场，华尔街必须超越竞争对手、捷足先登、抢占制高点，没有什么比这更重要的事情。”“资本市场自由化，意味着控制热钱的一切措施都要被连根拔起。热钱不过是赌汇率波动的短期借贷资金，这些投机资金决不会去建立工厂、创造就业。”“为了吸引真正致力于实业发展的直接和长期投资，我们并不需要什么金融市场自由化，中国自己的经验就是最好的证明。”
2005年1月20日，斯蒂格利茨与马来西亚前首相马哈迪会面后，马哈迪便对外发表由于美元不断贬值，马来西亚政府应该重新评估林吉特和美元的挂勾问题，并称马来西亚因此损失不少。最后马来西亚政府于2005年7月21日宣布废除在亚洲金融风暴时实行的林吉特与美元固定汇率制度，即日起实施“可管理的浮动汇率机制”（Managed float）取代，让林吉特与美元脱钩，林吉特将根据一篮子货币的汇率浮动，即马币可在范围内自由浮动，一旦出现激烈波动，马来西亚国家银行可立即介入干预。
2008年起，针对华尔街的房地产泡沫，斯蒂格利茨提出了金融改革的看法，對資本主義自由化造成的社會不公現象提出批評和建議。
2012年6月8日，斯蒂格利茨說，統計資料顯示美國社會的收入結構越來越不平等，中產階級的收入原地踏步，「美國夢是個神話」；他也說，美國經濟已偏離自由市場的原則，而「貧富不均的問題終將對高收入富人造成傷害」。2014年1月23日，他在世界經濟論壇警告，日本政府為了刺激經濟成長而依安倍經濟學的「第三支箭」調降企業稅率，恐怕無法達成預期效果。

### 對美國經濟的看法
斯蒂格利茨認為美國不應該再執意在平衡貿易赤字上，也不能再採取貿易保護主義措施來試圖保護或重建高薪製造業的工作崗位。他說：「那些因為全球化而成為失敗者美國人，也將會成為逆全球化下的失敗者，歷史並不能逆轉。(The very Americans who have been among the losers of globalization stand to be among the losers of a reversal of globalization. History cannot be put into reverse)」他譴責自由主義和新自由主義下的政策，但同時也呼籲降低貿易壁壘和促進自由貿易。
2016年，他發表文章認為美國的經濟形勢很危急，說︰「正如經濟學家安妮·凱斯和安格斯·迪頓在 2015 年 12 月發表的研究中所表明的那樣，因為自殺、吸毒和酗酒的增加，國中年白人的預期壽命正在下降。」國家衛生統計中心報告也指，整個國家的預期壽命在20 年來首次下降。隨著底層90%的收入停滯、甚至是下降了近三分之一個世紀，健康數據簡單地證實了美國大部分地區的情況並不好。

### 對中國經濟的看法
2014年12月，即將在2015年1月出刊的美國《名利場雜誌》刊登斯蒂格利茨的文章，他在文中大膽預言「中國世紀從2015年開始」，“2014年是美国能够宣称自己是世界最大经济体的最后一年。中国以经济总量第一的姿态进入了2015年，并将保持很长一段时间。中国又恢复了在人类历史上曾有的辉煌地位”，美國政府應正視「全球政治經濟新秩序」的出現。不過亦有人認為需再晚點。

### 對評級機構的批評
斯蒂格利茨一直批評評級機構，稱它們是2008年金融危機中的罪魁禍首，指他們是在「執行煉金術」，將有問題的證券從F級轉換為A級。

### 對法規的看法
斯蒂格利茨認為僅僅依靠商業自身利益作為實現社會福祉和經濟效率的手段是一種誤導，相反他認為需要的是更強而有力的規範，更清楚地讓人了解什麼是可以接受，什麼是不可接受。世界需要更強有力的法律和法規，以確保那些不以符合規範方式行事的人會被追究責任。

### 對川普貿易戰的看法
他指製造貿易戰的不是中國，而是美國。他建議中國對美國實施經濟制裁。他警告說，如果美國試圖提高關稅，中國可能會攻擊美國經濟和政治上易受到傷害的地方。他舉例說，如果中國因為貿易戰削減採購，那將導致脆弱但具有影響力的國會選區出現更多的失業。中國可以選擇在任何範圍進行經濟報復，例如使用貿易限制方式，來針對支持關稅的國會選區，造成政治上的嚴重痛苦。他說︰「會是已受苦已久的美國普通民眾能忍受更長，還是在困難時期仍能實現6%以上增長的中國?」
2018年他接受日經新聞採訪，指川普政權無視國際法，與中、日、韓等多個國家大打貿易戰，認為貿易爭端應通過世界貿易組織來解決，而不是隨意的經濟制裁。他又指以安全保障為由對鋼鐵和鋁産品加徵關稅是「開啟了一個危險的先例」，因為如果以安全保障為名，那麼幾乎所有産品都可以成為對象。他認為中國啟動報復關稅是恰當的措施，更提議所有國家都應該一起告訴美國已經違反了國際法。在採訪中他甚至把美國比作「流氓國家」。

## 理論

### 自由贸易三原则
斯蒂格利茨提出「自由貿易三原則」：
|  | 首先，任何貿易協議必須是對等的。舉例而言，如果在跨太平洋戰略經濟夥伴關係協議(TPP)談判中美國要求日本放棄對稻米的補貼，美國也應該取消對農作物生產成本以及灌溉水的補貼，不僅僅是對稻米的補貼——因其對美國而言相對不重要——並且應該也放棄對其他農作物的補貼。 （First, any trade agreement has to be symmetrical. If, as part of the Trans-Pacific Partnership (TPP), the US demands that Japan eliminate its rice subsidies, the US should in turn offer to eliminate its production and water subsidies, not just on rice — which is relatively unimportant in the US — but on other agricultural commodities as well.） |

|  | 第二，貿易協議不應把商業利益放在國家利益之上，尤其是當FTA會影響到金融管制與智慧財產權的情況之下。舉例而言，美國跟智利的FTA禁止智利的資本管制措施。可是IMF認定資本管制措施是總體經濟控管的一種良好的金融政策工具。 (美國)其他的FTA也堅持要求對手國開放金融業跟解除管制，可是2008年的金融風暴已經教育我們：沒有良好的金融業監管，會危害經濟繁榮。美國製藥業和美國貿易代表辦公室(USTR)聯手，成功地壓迫其他國家接受不平衡的智慧財產權保護條款；這些條款會使得對手國一定要跟美國大藥廠買品牌學名藥而不能跟非原廠買非專利仿製藥，也因此會使得藥廠的利益(超高藥價逼使窮人買不起藥)建立於很多人犧牲了因為使用學名藥救命的機會。美國最高法院現在也已經宣布，美國專利局對於相關專利的頒布太過寬鬆。 （Second, no trade agreement should put commercial interests ahead of broader national interests, especially when non-trade-related issues like financial regulation and intellectual property are at stake. For example, the US' trade agreement with Chile impedes Chile's use of capital controls — even though the IMF now recognizes that capital controls can be an important instrument of macro-prudential policy. Other trade agreements have insisted on financial liberalization and deregulation as well, even though the 2008 crisis should have taught the world that the absence of good regulation can jeopardize economic prosperity. The US' pharmaceutical industry, which wields considerable clout with the Office of the US Trade Representative (USTR), has succeeded in foisting on other countries an unbalanced intellectual property regime, which as it is designed to fight generic drugs, puts profit ahead of saving lives. Even the US Supreme Court has now said that the US Patent Office went too far in granting patents on genes.） |

|  | 最後，談判過程必須透明化，但是那些(跟美國談判的國家)需要警覺：美國的貿易談判是黑箱作業，USTR甚至拒絕向美國國會透露談判底線。根據已經外洩的訊息，其實不難理解為什麼會這樣：USTR正在逆轉(改變)美國國會先前在FTA中加入的條款(例如跟秘魯簽的FTA)，那項條款可以讓秘魯的窮人買到非專利仿製藥(相對應於美國大藥廠生產的專利品牌藥)。 （Finally, there must be a commitment to transparency, but those engaging in these trade negotiations should be forewarned: The US is committed to a lack of transparency. The USTR's office has been reluctant to reveal its negotiating position even to members of the US Congress; on the basis of what has been leaked, one can understand why. The USTR's office is backtracking on principles — for example, access to generic medicines — that the US Congress had inserted into earlier trade agreements, like that with Peru.） |

斯蒂格利茨認為，如果自由貿易協定不能符合這三個原則，就不應該簽署否則就會妨害國家社會的利益。斯蒂格利茨認為，自由貿易協定只對有錢人好，對其他人則根本只有壞處。批評者認為，自由貿易協定的條文、簽署國的經濟體規模、經濟法規的自由度對等幾乎是不可能的，斯蒂格利茨等於間接反對自由貿易協定，因為斯蒂格利茨不敢以經濟學家的身分公開反對自由貿易協定。

### 批判新自由主义
斯蒂格利茨同時是新自由主義的堅定反對者，2020年4月撰文特稿「新自由主义的终结与历史的新生」(The End of Neoliberalism and the Rebirth of History)認為新型冠狀病毒在很多國家的不受限蔓延帶有一種政治深層原因，因為有些領導人無法擺脫選舉金主對於經濟利益的優先視角而下達遵從科學的政策。其文中前所未有批判了新自由主義及其代表人物福山，並反諷其當年的書名歷史終結認為新自由主義發展已走上畸形道路給世界帶來真正「文明終結」後果：
- 新自由主義並不自由：因為在40年間形成了話語霸權，任何質疑論的學者都會被系統化排擠和被發動廣泛批判，所以諷刺在於新自由論者其實並不給別人自由。[23]
- 新自由主義並不民主：一個國家總統失去大財團青睞時就會遭到懲罰，资金撤出，例如美國选民得直面残酷的选择：要么向华尔街屈服，要么遭遇严重的金融危机，所以其實华尔街比民众拥有更强大的政治力。同時新自由承諾的涓滴效應所有人得利，上面賺大錢後多少會向下流到最底層並未發生，太多國家民眾經歷了幾十年薪資凍結，所以造成民粹興起。[22]
- 新自由主義並不科學：一個最大惡性後果在於越來越多民眾覺得自己被騙[22]，而當初推薦這制度的是眾多菁英和專家，連帶使科學與專家這些名詞負面化，一股不信任科學與專家的風潮興起成為民粹，世界進入一個反理性的時代。

文章結論斯蒂格利茨基本還是相信自由民主科學，但必須是一種大幅改良的版本，一種監管與公平下的自由，一種兼顧多數人利益的民主，和重拾科學與理性的社會氣氛。

## 批評
約瑟夫·斯蒂格利因其所持有的粗淺的觀點（例如把新自由主義等同於市場原教旨主義）、偏激的態度、高估了干預主義的作用及對自由放任主義的抨擊等等而受到不少批評。

### 對於其作品的負面評價
1995年, 耶魯大學教授約翰·羅默（John E. Roemer）博士撰文表達了他對於約瑟夫·斯蒂格利茨於二十世紀九十年代所寫的一本抨擊市場社會主義的書藉《社會主義向何處去？》（Whither Socialism?）的一些負面看法。奧地利派經濟學家彼得·約瑟夫·博特克（Peter Joseph Boettke）博士於1996年亦撰文抨擊該書。奧地利派經濟學家大衛·普里奇科特（David L. Prychitko）博士同樣於1996年撰文表示他認為該書有很多不足之處，例如有着未經證實的預設立場、把新古典派和奧地利派各自所提出的一些理論混為一談和沒有解答不少與國家有關的政治學問題及由著名經濟學家詹姆斯·M·布坎南（James McGill Buchanan Jr.）博士等人所提出的一些與憲法有關的法學問題。
2002年, 加利福尼亞大學洛杉磯分校教授塞巴斯蒂安·愛德華茲（Sebastian Edwards）博士在〈關於約瑟夫·斯蒂格利茨的《全球化及其不滿》的書評〉一文中抨擊了約瑟夫·斯蒂格利茨的一些看法及其表達方式，例如錯誤地指責美利堅合眾國及國際貨幣基金組織在二十世紀末強迫發展中國家接受華盛頓共識而忽略了後者本身已經有着強烈的推動經濟自由化進程的意願以致於受到國際貨幣基金組織的抨擊的事實、主張以擴張性財政政策來解決阿根廷所面臨的經濟危機、過份主張在各方面依賴國家及提出過於簡單化的觀點和方案。

## 書籍
- 《不公平的代價：破解階級對立的金權結構》（The Price of Inequality: How Today's Divided Society Endangers Our Future，Norton），2012年，W. W. Norton & Company出版，ISBN 978-0-393-08869-4
- 《扭轉全球化危機：史迪格里茲報告》（The Stiglitz Report: Reforming the International Monetary and Financial Systems in the Wake of the Global Crisis），2010年，The New Press出版，ISBN 978-1595585202
- 《失控的未來：揭開全球中產階級被掏空的真相》（Freefall: America, Free Markets, and the Sinking of the World Economy），2010年，W. W. Norton & Company出版，ISBN 978-0-393-07596-0
- 《世界的另一種可能：破解全球化難題的經濟預告》（Making Globalization Work），2006年，W.W. Norton & Company出版，ISBN 978-0-393-06122-2
- 《狂飆的十年：一個繁華盛世的興衰啟示錄》（The Roaring Nineties: A New History of the World's Most Prosperous Decade），2003年，W. W. Norton & Company出版，ISBN 978-0-393-05852-9
- 《全球化及其不满（英语：Globalization and Its Discontents）》，2002年（出版有简体中文删节版）